# Deutzen
Deutzen ist ein Ortsteil von Neukieritzsch im Landkreis Leipzig, Sachsen. Bis zum 30. Juni 2014 war Deutzen eine selbständige Gemeinde.

## Geografie und Verkehr
Deutzen liegt im Süden der Leipziger Tieflandsbucht etwa 7 km westlich von Borna und 16 km nördlich von Altenburg. Im Norden grenzt der Ort an Neukieritzsch, im Osten an Borna und im Süden sowie Westen an Regis-Breitingen. An den Ort grenzt östlich das Leipziger Neuseenland mit dem Speicherbecken Borna und im Nordwesten der Tagebau Vereinigtes Schleenhain. Durch Deutzen fließt die Pleiße mit einer Gefällestufe.
Die B 176 verläuft nördlich und die B 93 östlich des Ortes. Deutzen hat einen Haltepunkt an der Bahnstrecke Leipzig–Hof, an dem die S-Bahn Mitteldeutschland hält.

## Geschichte

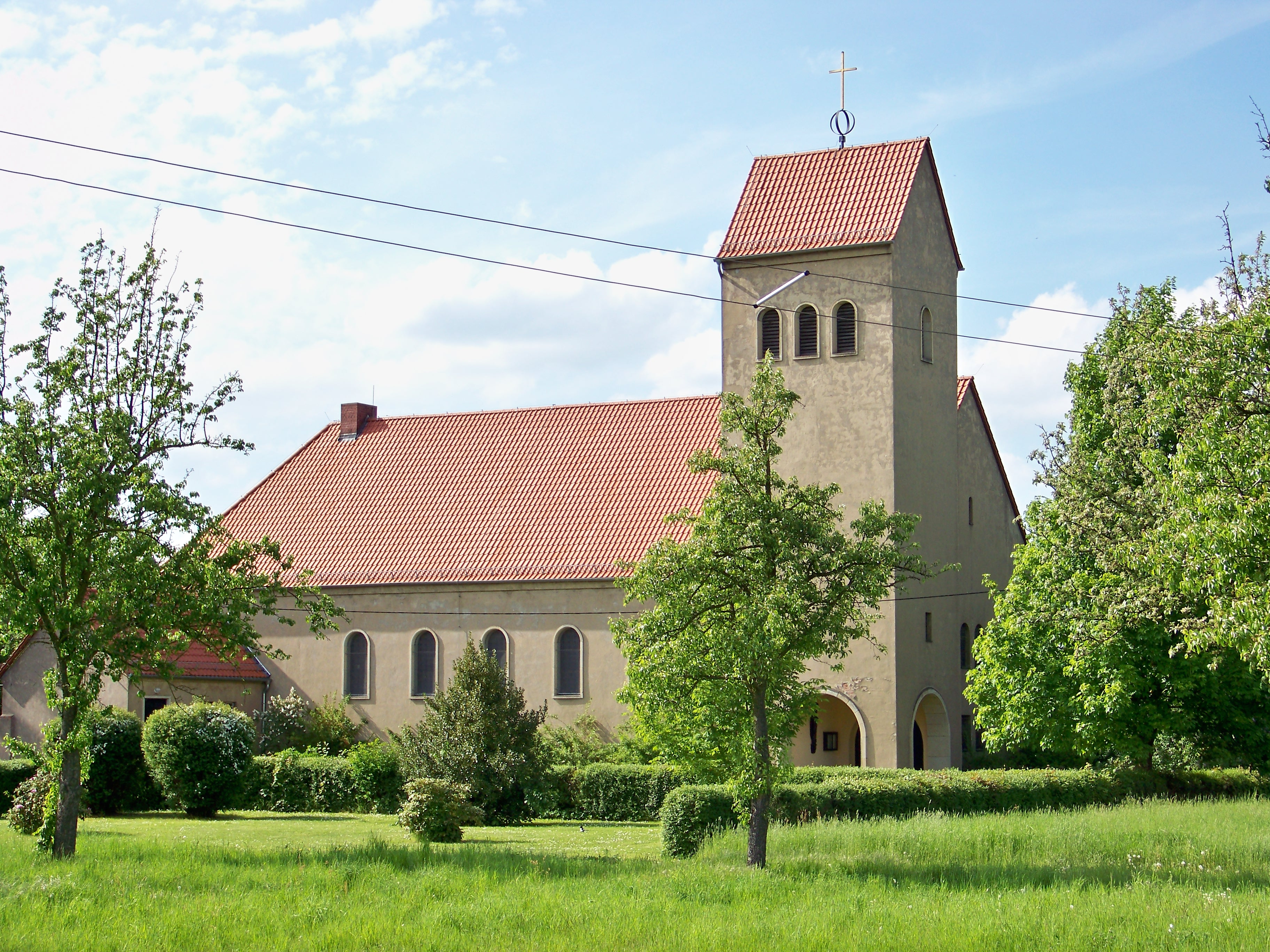
Katholische Kirche Konrad von Parzham

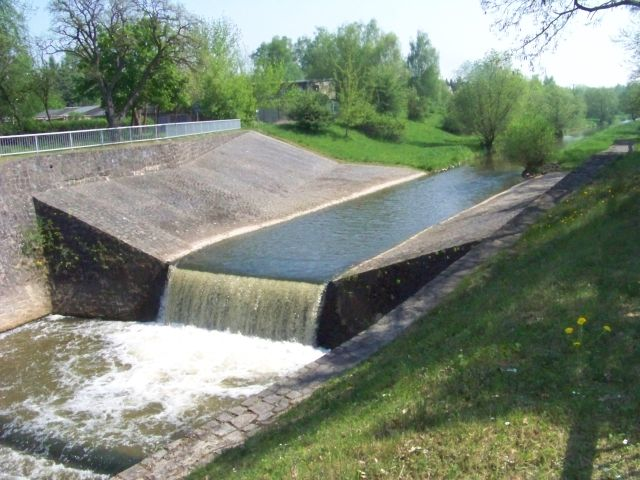
Gefällestufe der Pleiße in Deutzen

Deutzen fand erstmals in einer Urkunde aus dem Jahre 1238 Erwähnung, in welcher berichtet wurde, dass ein Herwicus de Dycin (Herbert von Deutzen) beim Gütertausch zwischen dem böhmischen König Wenzel I. und dem Kloster Plasy als Zeuge anwesend war. Deutzen unterstand bis 1856 der Gerichtsbarkeit des sich im Ort befindlichen Ritterguts, das unter der Verwaltung des kursächsischen bzw. königlich sächsischen Amts Borna stand. Ab 1856 gehörte der Ort zum Gerichtsamt Borna und ab 1875 zur Amtshauptmannschaft Borna.
Die Entwicklung des Ortes verlief sehr wechselvoll. Bis zum 18. Jahrhundert dominierte die Landwirtschaft. Die Lage des Ortes in den Auenbereichen der Pleiße 25 km südlich der Stadt Leipzig bot günstige Voraussetzungen für diese bäuerliche Tätigkeit. Gleichzeitig begünstigte dieser Landschaftsbereich vor Millionen Jahren die Entstehung der Braunkohle, so dass nach anfänglichen geringen Schürfungen gegen Ende des 19. Jahrhunderts um 1900 die industrielle Nutzung der Braunkohle begann. Der Bau eines Braunkohlewerks in Deutzen zog Menschen aus unterschiedlichen Gegenden Deutschlands an – darunter bemerkenswert viele Bayern. Die Folge war, dass im Zeitraum von 1910 bis 1968 die Einwohnerzahl von 350 auf 4300 anstieg. Der Braunkohleabbau bewirkte in der Gemeinde einen Wandel der örtlichen Wirtschafts- und Bevölkerungsstruktur von der Land- zur Industriegemeinde. Seit 1918 hat der Ort einen Halt an der Bahnstrecke Leipzig–Hof. Im Jahr 1934 wurde das Dorf Röthigen eingemeindet. 1958 wurde die Pleiße 1000 Meter nach Westen verlegt. Das ursprüngliche Flussbett bildete die Grenze zwischen den Ortsfluren Deutzen und Görnitz, das neue Flussbett verläuft mittig durch den Ort Deutzen. 1964/1965 wurde der alte Ortskern von Deutzen durch den Braunkohletagebau Borna-West devastiert. Das heutige Deutzen wurde westlich des alten Orts auf dem ausgekohlten Gelände des 1960–1963 geschlossenen Tagebaus Deutzen (Kraft II) errichtet. Die Fläche von Alt-Deutzen wird heute durch das Speicherbecken Borna eingenommen, im Volksmund Adria genannt, das mit Wasser der Pleiße zwecks Hochwasserschutz gespeist wird.
Nach langjährigen Verhandlungen wurde die Gemeinde Deutzen zum 1. Juli 2014 nach Neukieritzsch eingegliedert.

### Tagebau Deutzen

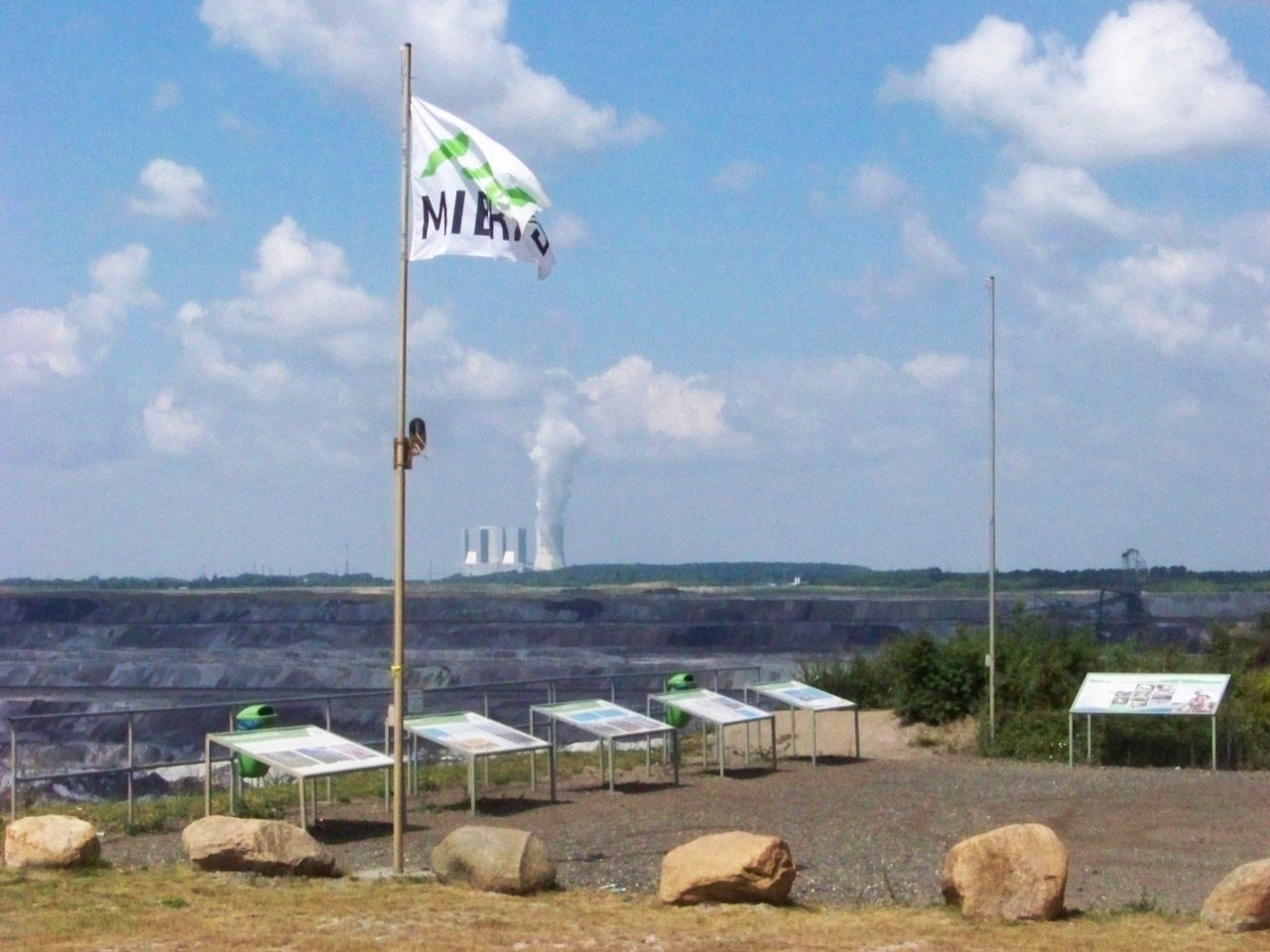
Blick in den Tagebau Schleenhain, im Hintergrund der Abnehmer der Kohle, das Kraftwerk Lippendorf

1910/1911 erfolgte der Aufschluss des Tagebaus Deutzen westlich des Orts. Zeitgleich erfolgte östlich davon der Aufschluss des Abbaufelds „Borna-Nord“ des Tagebaus Borna-West (Betriebszeit 1910–1942), dessen Abbaufeld „Borna-Süd“ wurde zwischen 1939 und 1970 betrieben. Im südlich anschließenden „Tagebau Regis III“ erfolgte der Kohleabbau zwischen 1937 und 1941, im nördlich anschließenden Tagebau Witznitz II im Abbaufeld 1 zwischen 1946 und 1961.
1930 entstanden einerseits 113 Bergarbeiterwohnungen auf bereits ausgekohltem Gelände, andererseits mussten 13 Grundstücke und Bauernhöfe dem Tagebau Deutzen weichen. Der Ort Bergisdorf, seit 1948 Ortsteil von Lobstädt, wurde 1951 abgebrochen. Zwischen 1960 und 1963 musste die Pleiße wegen Rutschungen notverlegt werden, kurze Zeit darauf wurde der Betrieb im Tagebau vollständig eingestellt. Auf dem rekultivierten Areal wurde Mitte der 1960er Jahre nördlich von Röthigen der Ort Neu-Deutzen angelegt, da das östlich gelegene Alt-Deutzen zwischen 1961 und 1963 durch den vorrückenden Tagebau Borna-West ausgesiedelt und 1966/1967 überbaggert wurde.

### Kohlewerk „Kraft II“
In der gleichen Zeit wie der Aufschluss des Tagebaus Deutzen entstand 1910 das Braunkohlewerk „Kraft II“. Am 25. Mai 1912 wurde die Brikettfabrik Deutzen eröffnet. Die Schwelerei wurde nach einjähriger Bauzeit im Jahr 1937 in Betrieb genommen. Nach dem Zweiten Weltkrieg wurde das Braunkohlewerk am 1. August 1946 als „Kombinat Deutzen“ in die Sowjetische Aktiengesellschaft mit dem Namen „SAG Brikett“ eingegliedert. Die Anlagen wurden auf Befehl der Sowjetischen Militäradministration auf schnellsten Weg instand gesetzt und auf volle Leistung gebracht. 1952 erfolgte die Umwandlung in einen Volkseigenen Betrieb. 1968 wurde das Kombinat Deutzen in das Kombinat Regis eingegliedert. Mit der Stilllegung der Schwelerei Deutzen im Jahr 1974 verblieben nur noch die Brikettfabrik und das Kraftwerk als produzierende Betriebe. Letzteres wurde 1980 Teil des Braunkohlekombinats Bitterfeld. 1990 wurde das Werk in die Mitteldeutsche Braunkohlengesellschaft eingegliedert. Die Brikettfabrik wurde 1992 stillgelegt. Nach dem Abriss von Brikettfabrik und Kraftwerk im Jahr 1992 erfolgte bis 2012 die vollständige Sanierung des Areals durch die Lausitzer und Mitteldeutsche Bergbau-Verwaltungsgesellschaft.

## Gedenkstätten und Sehenswürdigkeiten
- Gedenkstein für den überbaggerten Ort Alt-Deutzen
- Grabstätten auf dem Ortsfriedhof für einen polnischen Kriegsgefangenen und einen italienischen Militärinternierten, die während des Zweiten Weltkrieges Opfer von Zwangsarbeit wurden.
- Kulturpark Deutzen
- Speicherbecken Borna
- Aussichtspunkt im Tagebau Vereinigtes Schleenhain
- Nach Konrad von Parzham benannte katholische Kirche, 1954–1956 mit Holz aus dem Bayerischen Wald erbaut,[9] der Ökokirche Deutzen e. V. kümmert sich um die Nachnutzung des Gebäudes[10]
- Wasserturm im Ortsteil Röthigen, errichtet 1955 als Ersatz für den Wasserturm des durch den Tagebau Borna-West abgerissenen Dorfes Blumroda[11]
- Wasserkugel, ehem. Hochbehälter der Brikettfabrik, 1938 von Gräfenhainichen umgesetzt[12]
- Pleiße-Radweg
- Wildpferdekoppel östlich der Straße nach Neukieritzsch[13]

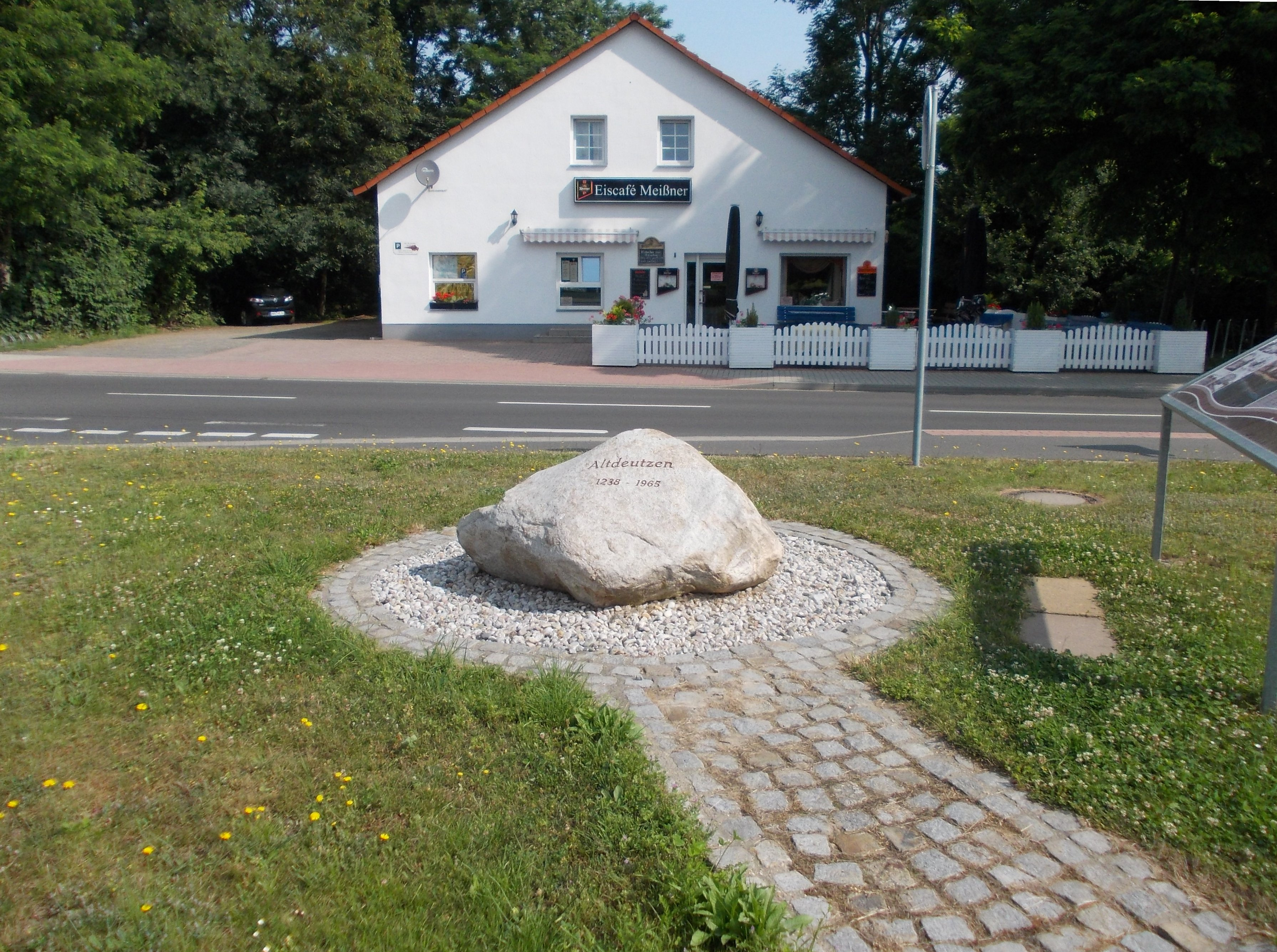
Gedenkstein für Alt-Deutzen
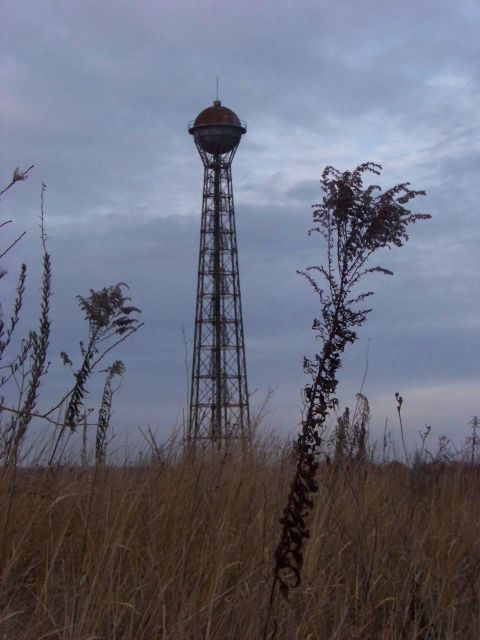
Wasserkugel
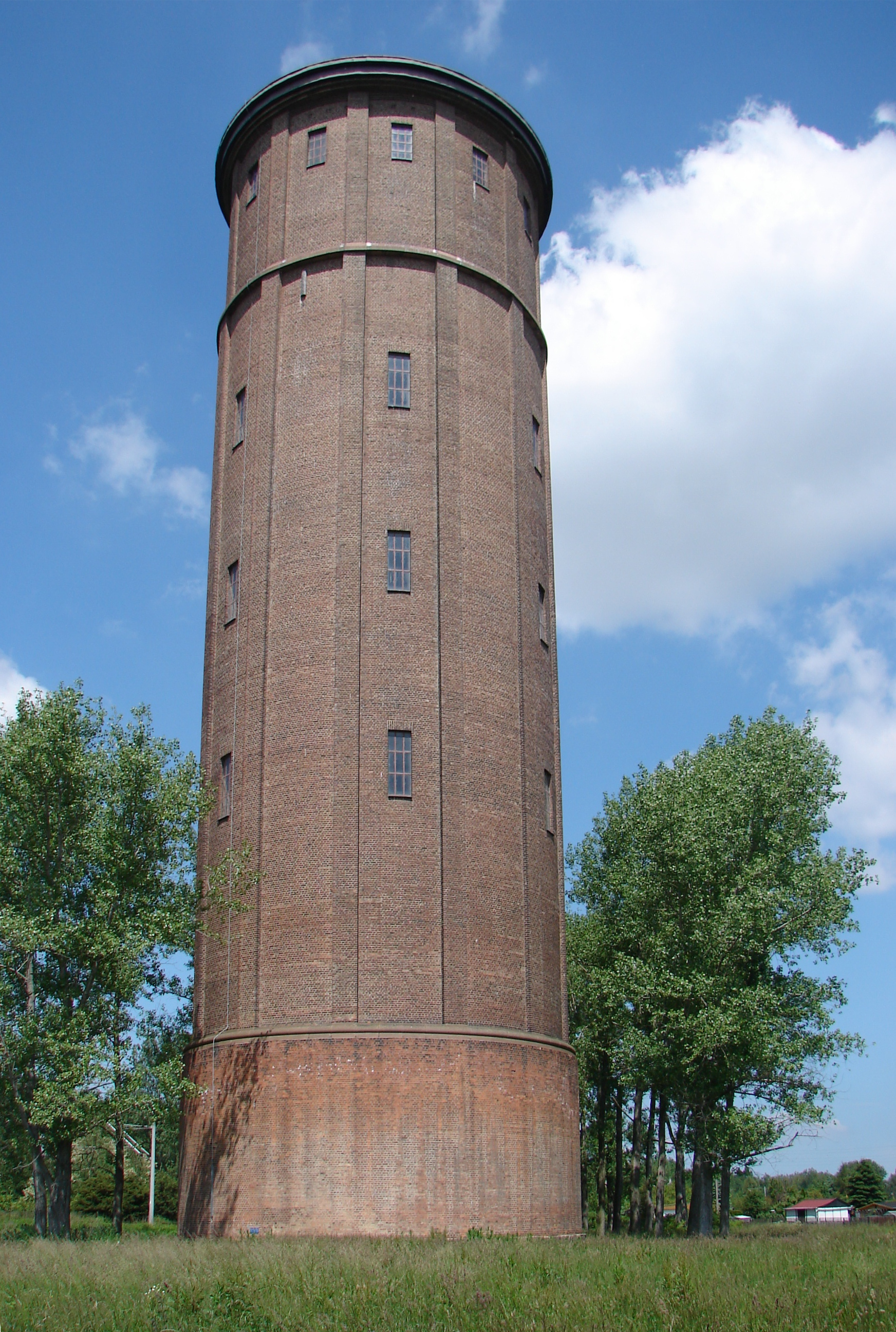
Wasserturm in Röthigen

## Söhne der Gemeinde
- Klaus-Dieter Bilkenroth (1933–2019), Bergingenieur, Bergbaumanager sowie Professor
- Friedrich Drese (* 1960), Orgelbauer in Malchow